# Јосиповић
Јосиповић је презиме, патроним изведен од Јосип. Може се односити на следеће значајне особе:
- Александар Јосиповић (1981), француски уметник
- Алисија Деа Јосиповић (1991), канадска глумица, плесачица и певачица
- Антон Јосиповић (1961), босанскохерцеговачки боксер
- Гејза Јосиповић (1857–1934), хрватски политичар
- Емерик Јосиповић (1834–1910), хрватски политичар
- Зоран Јосиповић (1995), швајцарски фудбалер
- Иво Јосиповић (1957), председник Хрватске, правник и композитор, супруг Татјане Јосиповић
- Коста Јосиповић (1887–1919), српски сликар
- Ренато Јосиповић (2001), хрватски фудбалер
- Татјана Јосиповић (1962), хрватски правник и професор, супруга Иве Јосиповића